# Karachi Circular Railway
| Zug der Karachi Circular Railway im Bahnhof Karachi City. Foto von 2012 |                        |                                        |                                        |
| Vorschlag für den Ausbau der Karachi Circular Railway |                        |                                        |                                        |
| Streckenlänge: | 44 km                  |                                        |                                        |
| Spurweite: | 1676 mm (Kolonialspur) |                                        |                                        |
| |                        |                                        |                                        |
| \| \| \| Jinnah International Airport (geplant) \| \| \| \| \| \| \| \| \| \| Star Gate \| \| \| \| \| Drigh Colony \| \| \| \| \| \| \| \| \| \| Drigh Road \| \| \| \| \| Karsaz \| \| \| \| \| Shaheed-e-Millat \| \| \| \| \| Chanesar \| \| \| \| \| Naval Estate \| \| \| \| \| Karachi Cantonment \| \| \| \| \| DCOS \| \| \| \| \| Karachi City \| \| \| \| \| Tower \| \| \| \| \| Wazir Mansion \| \| \| \| \| Lyari \| \| \| \| \| Baldia \| \| \| \| \| Shah Abdul Latif \| \| \| \| \| S.I.T.E. \| \| \| \| \| Manghopir \| \| \| \| \| Habib Bank \| \| \| \| \| Orangi \| \| \| \| \| North Nazimabad \| \| \| \| \| Liaquatabad \| \| \| \| \| Yasinabad \| \| \| \| \| Gilani \| \| \| \| \| Nipa \| \| \| \| \| Aladin Park \| \| \| \| \| Gulistan-e-Johur \| \| \| \| \| Hill View \| \| \| \| \| \| \| |                        |                                        |                                        |
| Kopfbahnhof Streckenanfang (Strecke außer Betrieb) · Strecke |                        | Jinnah International Airport (geplant) | Jinnah International Airport (geplant) |
| Strecke nach links (außer Betrieb) · Abzweig geradeaus und ehemals von rechts |                        |                                        |                                        |
| Haltepunkt / Haltestelle |                        | Star Gate                              | Star Gate                              |
| Haltepunkt / Haltestelle |                        | Drigh Colony                           | Drigh Colony                           |
| Strecke von links (außer Betrieb) · Abzweig geradeaus und ehemals von rechts |                        |                                        |                                        |
| Strecke (außer Betrieb) · Bahnhof |                        | Drigh Road                             | Drigh Road                             |
| Strecke (außer Betrieb) · Haltepunkt / Haltestelle |                        | Karsaz                                 | Karsaz                                 |
| Strecke (außer Betrieb) · Haltepunkt / Haltestelle |                        | Shaheed-e-Millat                       | Shaheed-e-Millat                       |
| Strecke (außer Betrieb) · Haltepunkt / Haltestelle |                        | Chanesar                               | Chanesar                               |
| Strecke (außer Betrieb) · Haltepunkt / Haltestelle |                        | Naval Estate                           | Naval Estate                           |
| Strecke (außer Betrieb) · Bahnhof |                        | Karachi Cantonment                     | Karachi Cantonment                     |
| Strecke (außer Betrieb) · Haltepunkt / Haltestelle |                        | DCOS                                   | DCOS                                   |
| Strecke (außer Betrieb) · Bahnhof |                        | Karachi City                           | Karachi City                           |
| Strecke (außer Betrieb) · ehemaliger Haltepunkt / Haltestelle |                        | Tower                                  | Tower                                  |
| Strecke (außer Betrieb) · Dienststation / Betriebs- oder Güterbahnhof |                        | Wazir Mansion                          | Wazir Mansion                          |
| Strecke (außer Betrieb) · ehemaliger Haltepunkt / Haltestelle Strecke ab hier außer Betrieb |                        | Lyari                                  | Lyari                                  |
| Strecke (außer Betrieb) · Haltepunkt / Haltestelle (Strecke außer Betrieb) |                        | Baldia                                 | Baldia                                 |
| Strecke (außer Betrieb) · Haltepunkt / Haltestelle (Strecke außer Betrieb) |                        | Shah Abdul Latif                       | Shah Abdul Latif                       |
| Strecke (außer Betrieb) · Haltepunkt / Haltestelle (Strecke außer Betrieb) |                        | S.I.T.E.                               | S.I.T.E.                               |
| Strecke (außer Betrieb) · Haltepunkt / Haltestelle (Strecke außer Betrieb) |                        | Manghopir                              | Manghopir                              |
| Strecke (außer Betrieb) · Haltepunkt / Haltestelle (Strecke außer Betrieb) |                        | Habib Bank                             | Habib Bank                             |
| Strecke (außer Betrieb) · Haltepunkt / Haltestelle (Strecke außer Betrieb) |                        | Orangi                                 | Orangi                                 |
| Strecke (außer Betrieb) · Haltepunkt / Haltestelle (Strecke außer Betrieb) |                        | North Nazimabad                        | North Nazimabad                        |
| Strecke (außer Betrieb) · Haltepunkt / Haltestelle (Strecke außer Betrieb) |                        | Liaquatabad                            | Liaquatabad                            |
| Strecke (außer Betrieb) · Haltepunkt / Haltestelle (Strecke außer Betrieb) |                        | Yasinabad                              | Yasinabad                              |
| Strecke (außer Betrieb) · Haltepunkt / Haltestelle (Strecke außer Betrieb) |                        | Gilani                                 | Gilani                                 |
| Strecke (außer Betrieb) · Haltepunkt / Haltestelle (Strecke außer Betrieb) |                        | Nipa                                   | Nipa                                   |
| Strecke (außer Betrieb) · Haltepunkt / Haltestelle (Strecke außer Betrieb) |                        | Aladin Park                            | Aladin Park                            |
| Strecke (außer Betrieb) · Haltepunkt / Haltestelle (Strecke außer Betrieb) |                        | Gulistan-e-Johur                       | Gulistan-e-Johur                       |
| Strecke (außer Betrieb) · Haltepunkt / Haltestelle (Strecke außer Betrieb) |                        | Hill View                              | Hill View                              |
| Strecke nach links (außer Betrieb) · Strecke nach rechts (außer Betrieb) |                        |                                        |                                        |

Die Karachi Circular Railway ist eine teilweise stillgelegte Ringbahn in Karatschi, der früheren Hauptstadt von Pakistan.

## Geschichte
Der älteste Teil der Karachi Circular Railway ist der Streckenabschnitt Karachi City–Drigh Road, welcher durch die 1861 eröffnete Bahnstrecke nach Kotri gebildet wird. 1964 wurde der 25,56 nördliche Abschnitt von Drigh Road–Wazir Mansion eröffnet, 1970 folgte noch der Abschnitt zwischen Wazir Mansion und Karachi City, der die letzte Lücke im Ring schloss.
1984 beförderte die Karachi Circular Railway 600.000 Fahrgäste, danach ging die Fahrgastfrequenz wegen schlechter Betriebsführung stetig zurück. Im Januar 2000 wurde der Betrieb eingestellt.
Im Jahre 2004 wurde vom damaligen Premierminister eine Arbeitsgruppe zum Wiederaufbau der Ringbahn ins Leben gerufen. Im Februar 2016 beschloss die Regierung mit Unterstützung der Japan International Cooperation Agency (JICA) die Bahn wieder aufzubauen. Für das Projekt wurde ein Kredit über zwei Milliarden US-Dollar gesprochen. Für den Wiederaufbau müssen 2500 Häuser weichen und 4500 Familien umgesiedelt werden.

## Streckenverlauf
Die Karachi Circular Railway verläuft von Karachi City zunächst parallel zu Hauptstrecke nach Peschawar. Bei der Haltestelle Drigh Road zweigt sie in einem engen Bogen von der Hauptstrecke ab und führt in Richtung Norden zur Haltestelle Hill View. Danach führt die Strecke in westliche Richtung und überquert zwischen den Haltestellen Gilani und Ysinabad den Fluss Lyari. Nach Baldia führt die Strecke wieder nach Osten und überquert abermals den Lyari-Fluss, bevor sie ihren Ausgangspunkt in Karachi City erreicht.